# Doug Furnas
Dwight Doug Furnas (né le 11 décembre 1959 à Commerce et mort le 3 mars 2012 à Tucson) est un catcheur (lutteur professionnel) américain.
Il commence sa carrière de catcheur en 1987 aux États-Unis puis part au Japon lutter à la All Japan Pro Wrestling un an plus tard. Il y fait équipe avec  Dan Kroffat et forment l'équipe Can-Am Express et remportent à cinq reprises le championnat par équipes All Asia.

## Jeunesse
Furnas grandit à Miami dans l'Oklahoma, il a un frère et trois sœurs et ses parents participent à des rodéos. Il fait partie de l'équipe de football américain de son lycée et en 1977, il est victime d'un accident de la route en rentrant d'un rodéo avec sa famille où il se blesse gravement,. Il a notamment les deux genoux fracturés mais récupère et fait beaucoup de musculation durant sa rééducation. Il retourne au lycée et remporte le championnat de l'état de l'Oklahoma de football américain. Il fait partie avec son frère Mike des joueurs convoqués pour jour le Oil Bowl, un match opposant les meilleurs joueurs de l'Oklahoma et les meilleurs joueurs du Texas. 
Il obtient une bourse sportive pour faire partie de l'équipe de football américain Northeastern Oklahoma A&M College (en) avant d'aller à l'université du Tennessee,. Il joue au poste de running back et marque deux touchdowns durant ses deux saisons. Il s'engage avec les Broncos de Denver où il se blesse aux ischio-jambier.
Il fait ensuite de la force athlétique toujours à l'université du Tennessee et remporte le championnat universitaire dans sa catégorie des plus de 242 lb (110 kg) en 1983. Il établit le record en flexion sur jambes avec 881.75 lb (401 kg) et du soulevé de terre en soulevant 766 lb (348 kg).

## Carrière de catcheur

### Débuts aux États-Unis (1986-1988)
Furnas commence sa carrière de catcheur à la Continental Championship Wrestling, une fédération qui organise des spectacles dans le Tennessee et l'Alabama. Il y affronte notamment Kevin Sullivan, Buddy Landell (en) et Lord Humongous.

### All Japan Pro Wrestling(1988-1996)
Fin 1988, Furnas part au Japon lutter à la All Japan Pro Wrestling où il fait équipe avec le canadien Dan Kroffat et forment l'équipe Can-Am Express,. Ils sont rapidement mis en valeur puisqu'ils remportent le championnat par équipes All Asia le 5 juin 1989 après leur victoire face à Toshiaki Kawada et Samson Fuyuki (en). Ces derniers récupèrent ce titre le 20 octobre. En fin d'année, ils participent au tournoi Real World Tag League et se classe 6e de la phase de groupe.
Le 2 mars 1990, Furnas et Kroffat sont à nouveau champion par équipes All Asia en battant Toshiaki Kawada et Samson Fuyuki (en). Ce second règne s'achève après leur défaite face à Kenta Kobashi et Tiger Mask II.

### Extreme Championship Wrestling et World Wrestling Federation
En 1996, le duo rejoint l'Extreme Championship Wrestling, après plusieurs match face à Sabu et Rob Van Dam. Plusieurs mois après, le duo fait ses débuts à la WWF, le 27 novembre au  Survivor Series pay-per-view. Après avoir été viré de la WWE, ils retournent en 1997 à la ECW, et remporte le ECW World Tag Team Title sur F.B.I. le 5 décembre. Le règne sera court, ils perdent les ceintures face à Chris Candido et Lance Storm. Philip est de nos jours entraîneur à la  Monster Pro Wrestling à Edmonton, Alberta, Canada. Avec son expérience il aide les jeunes catcheurs. 

## Palmarès
- All Japan Pro Wrestling (AJPW)
  - 5 fois champion par équipes All Asia de l'AJPW avec Dan Kroffat[14]

- Extreme Championship Wrestling (ECW)
  - 1 fois champion du monde par équipes de l'ECW avec Dan Kroffat[16]
- Universal Wrestling Association (UWA)
  - 1 fois champion du monde par équipes de l'UWA avec Dan Kroffat[17]

## Récompenses des magazines
- Pro Wrestling Illustrated
  - 4e Rookie de l'année 1987[18]

| Année | 1991 | 1992 | 1993 | 1994 | 1995 | 1996 | 1997 | 1998 |
| ----- | ---- | ---- | ---- | ---- | ---- | ---- | ---- | ---- |
| Rang  | 59   | 136  | 118  | 110  | 116  | 145  | 138  | 169  |

- Wrestling Observer Newsletter
  - Meilleur match de catch de l'année 1992 (Kenta Kobashi et Tsuyoshi Kikuchi (en) contre Doug Furnas et Phil Lafon le 25 mai)[20]

## Décès
Doug Furnas est décédé dans son sommeil dans la nuit du 2 au 3 mars 2012. Il luttait depuis plusieurs années contre la maladie de Parkinson.